# Quercus gallaecica
Quercus gallaecica är en bokväxtart som beskrevs av Llamas, Lence och Acedo. Quercus gallaecica ingår i släktet ekar, och familjen bokväxter.
Artens utbredningsområde är Spanien. Inga underarter finns listade.